# 釋明龍
釋明龍（？年—1573年），淮南宿遷（今中國安徽省宿遷市）人，俗姓姚，俗名東陽，為明朝羊山秀峯庵沙門。

## 生平
明龍法師為當時的邑庠 秀才，日常喜好修行讀誦佛經，二十多年不過問家中田產之事。常與學佛的善知識交往，生性知足澹然，為在家修行居士。北上參訪諸方名寺巨剎，向有道長德學習。
在河北清苑住了三年後，登銀山法華寺依止大光和尚出家受戒，住在羊山秀峯庵，德望漸起，行頭陀苦行，平日僅穿一件補丁百衲衣，不穿襯裙也不穿鞋，卻無懼寒氣的侵襲。
萬曆元年前的立春時節，羊山放五彩毫光，過七日除夕時，明龍法師召集大眾說：「元年元日吾當行矣，汝等識字者用耳聞經，不識字者用心念佛，務禪定智慧務濟物普心，即此是佛慎弗他求，汝等勉之。」除夕夜時，忽現將亡之態，身邊弟子問：「師父午夜要走嗎？」法師說：「元旦中午了嗎？」弟子說：「午夜。」法師說：「還沒，日間中午才走。」果然，明神宗萬曆元年（1573年）的元旦，羊山再次綻放五彩毫光，到了正午時分，明龍法師向大眾辭別坐化圓寂。七日後火化荼毘爐中放光如太陽，達官貴人與會大眾見光聖境頂禮法師曰：「佛耶佛耶！願以此光普照下土。」火化後燒出非常多舍利子，由督府興建舍利塔供奉。

## 法嗣

### 師長
- 釋大光